# Clorură de crom (IV)
Clorura de crom (IV) este o sare a cromului cu acidului clorhidric cu formula chimică CrCl4.